# Lolium rigidum subsp. lepturoides
Lolium rigidum subsp. lepturoides é uma subespécie de planta com flor pertencente à família Poaceae. 
A autoridade científica da subespécie é (Boiss.) Sennen & Mauricio, tendo sido publicada em Catalago de la flora del Rif oriental...135. 1933.

## Portugal
Trata-se de uma subespécie presente no território português, nomeadamente no Arquipélago da Madeira.
Em termos de naturalidade é introduzida na região atrás indicada.

## Protecção
Não se encontra protegida por legislação portuguesa ou da Comunidade Europeia.